# Dobrkovice
Obec Dobrkovice se nachází v okrese Zlín ve Zlínském kraji. Žije zde 245 obyvatel.

## Název
Na vesnici bylo přeneseno původní pojmenování jejích obyvatel Dobrkovici, které bylo odvozeno od osobního jména Dobrek či Dobrka (což byly domácké podoby některého jména začínajícího na Dobr-, např. Dobroslav, Dobromil, Dobrobud) a znamenalo "Dobrkovi lidé".

## Historie
První písemná zmínka o obci pochází z roku 1360 (Dobrkouicz).

## Galerie

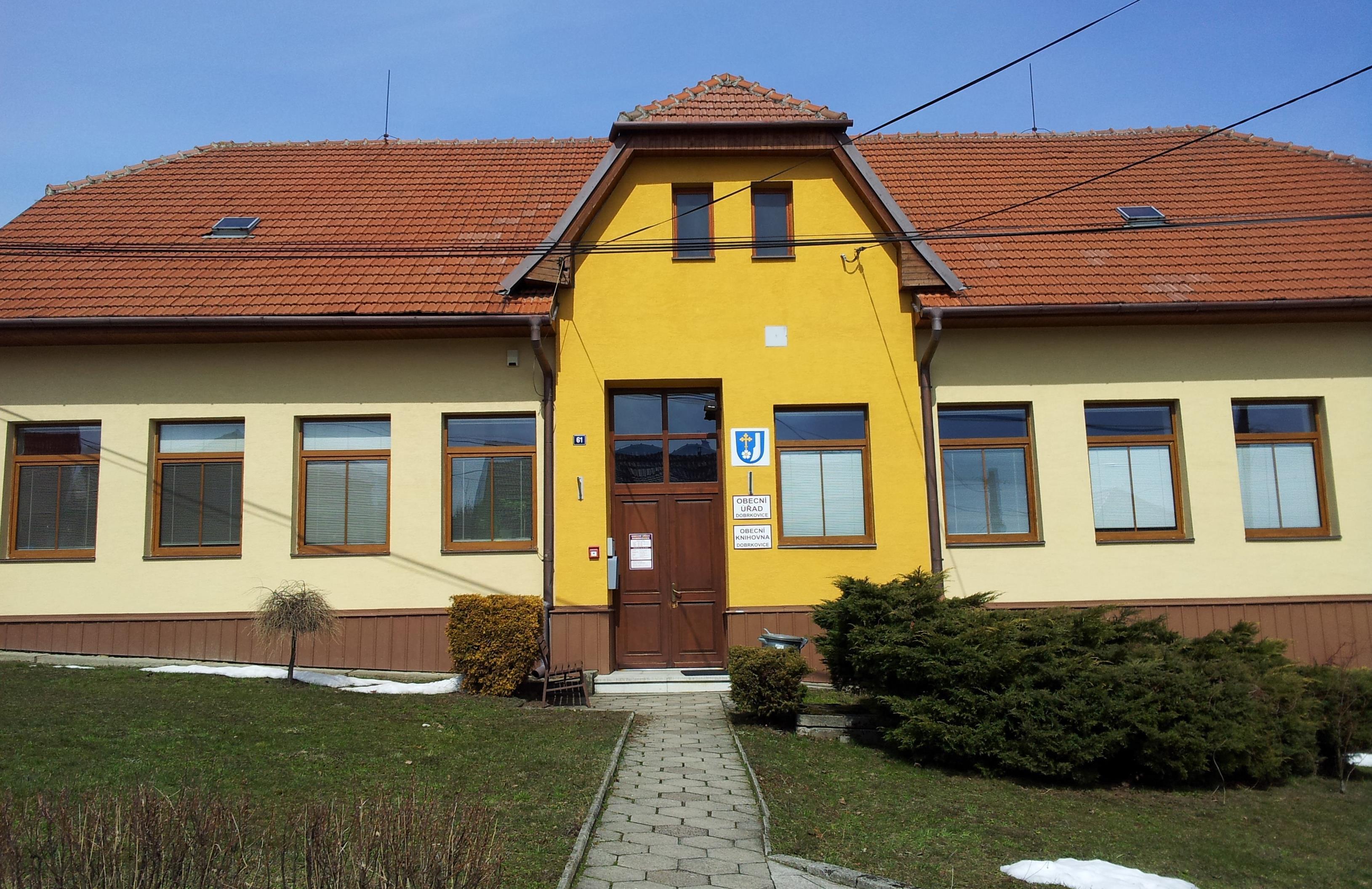
Obecní úřad
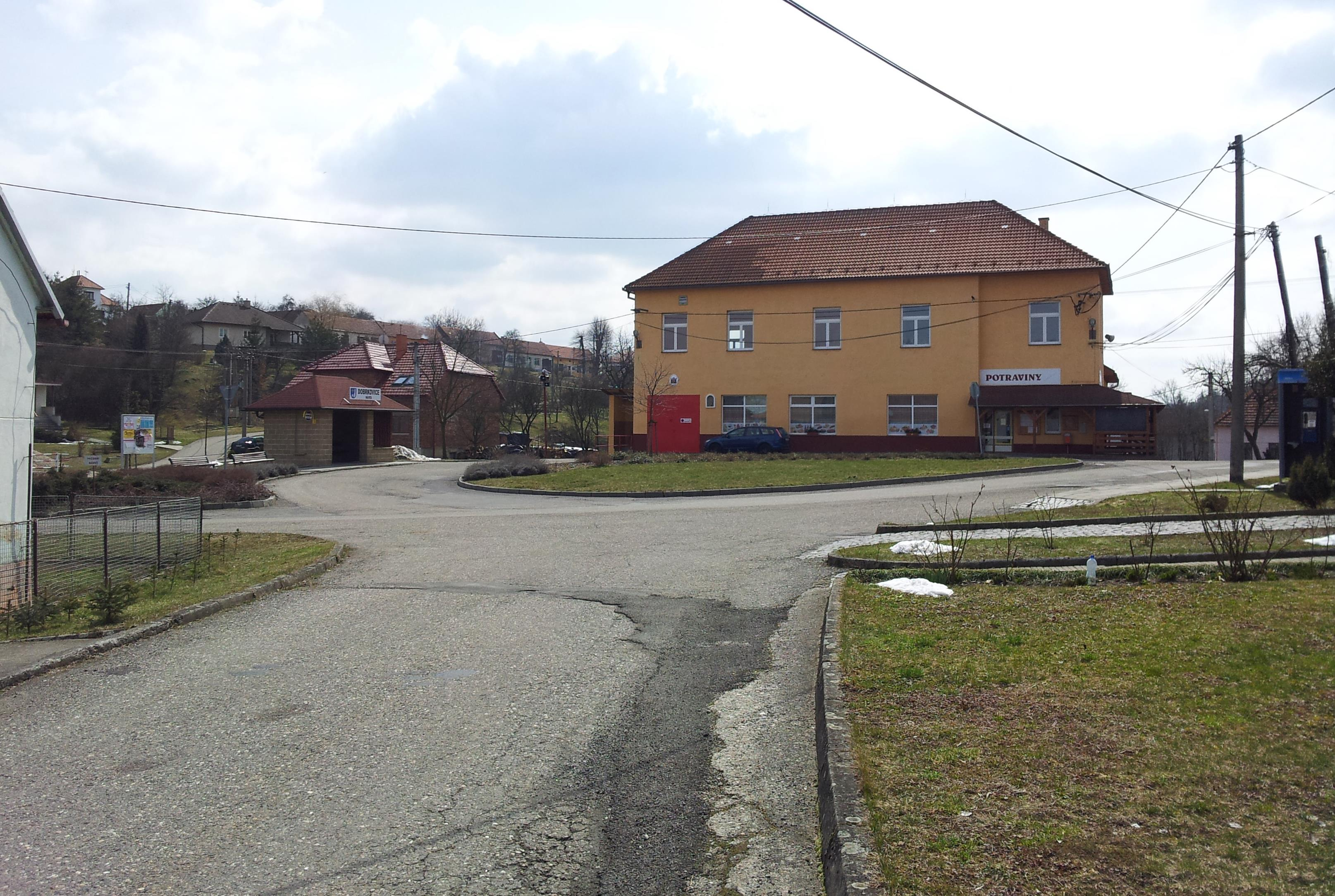
Potraviny a autobusová zastávka
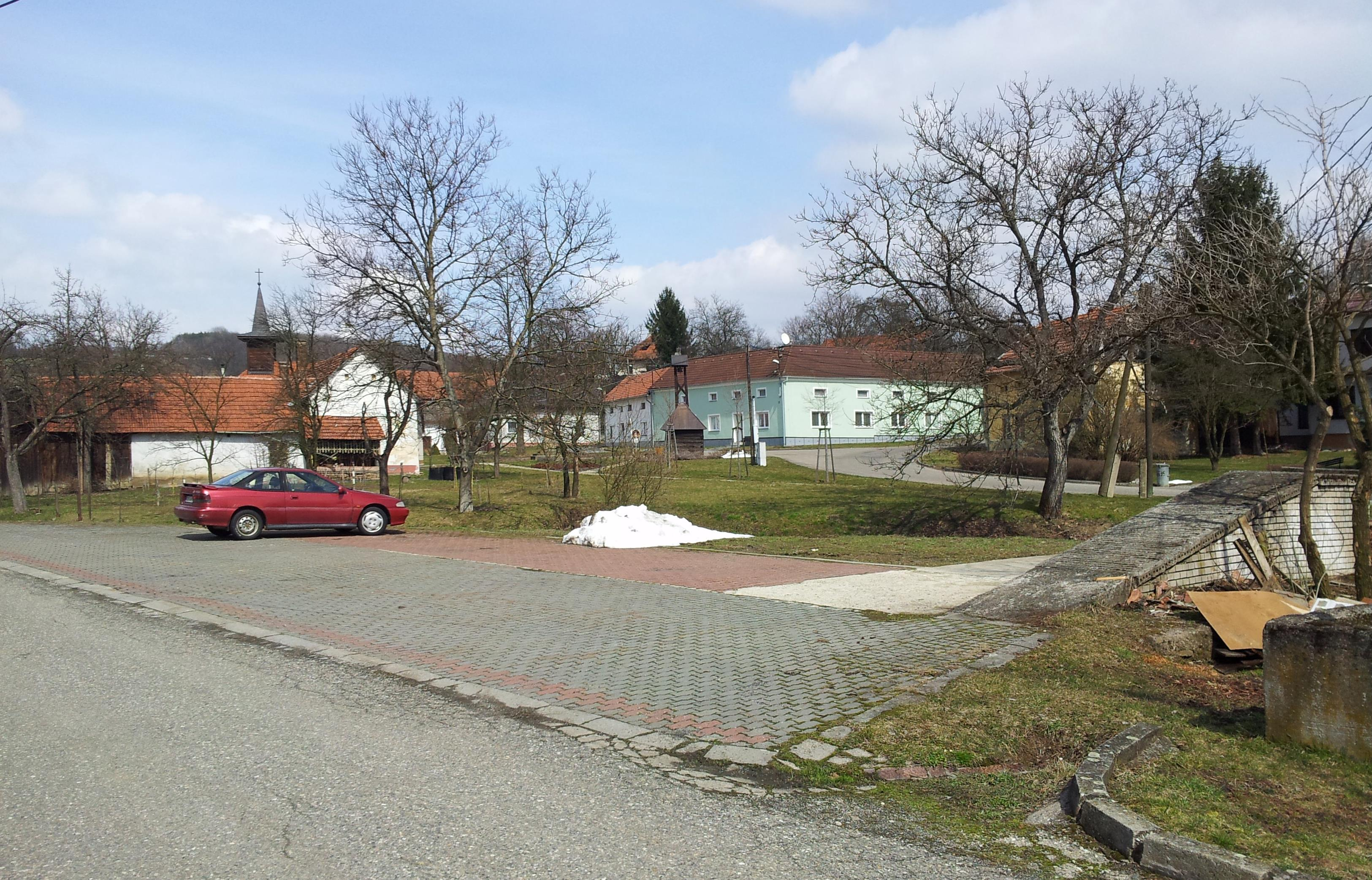
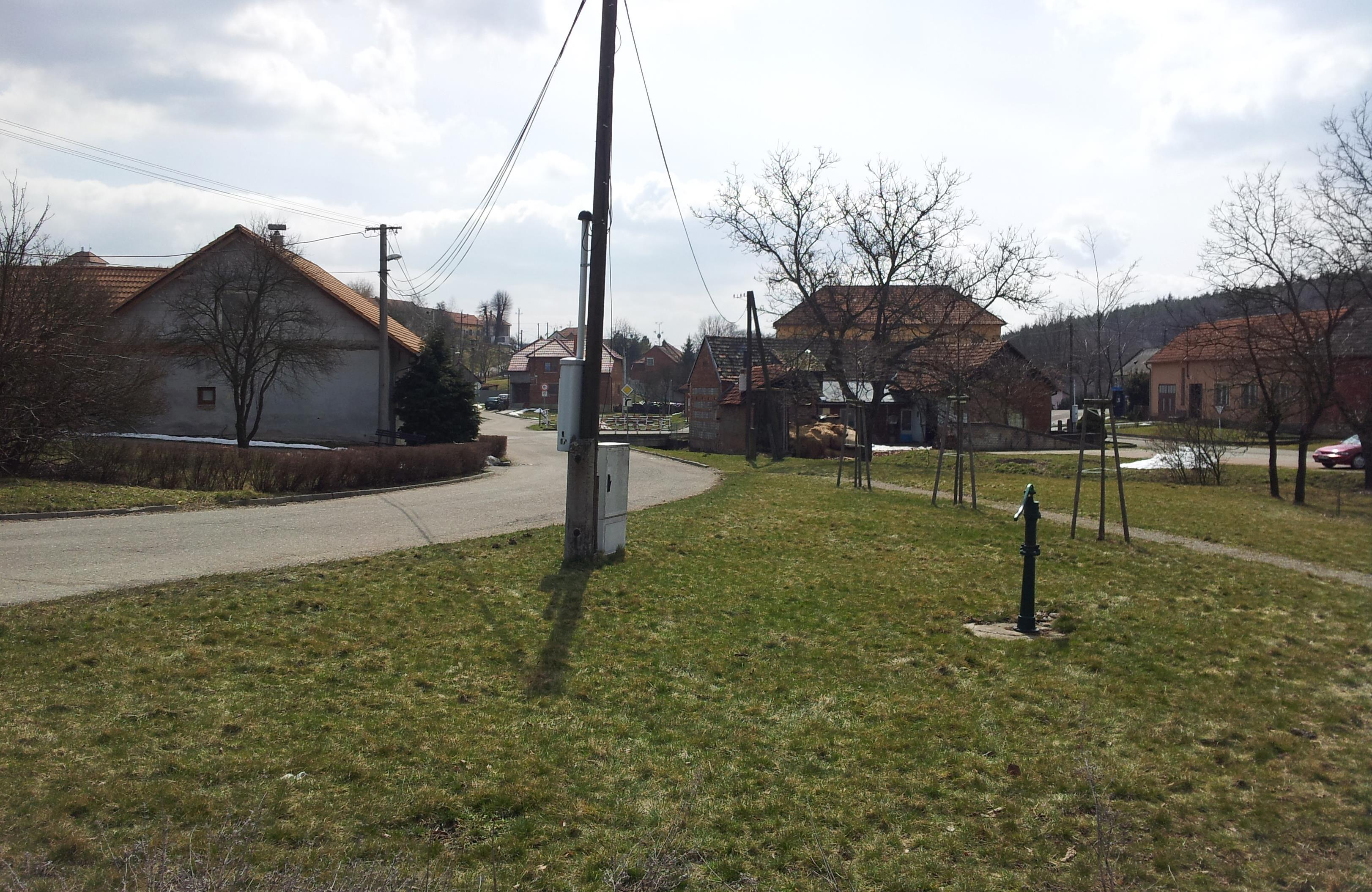
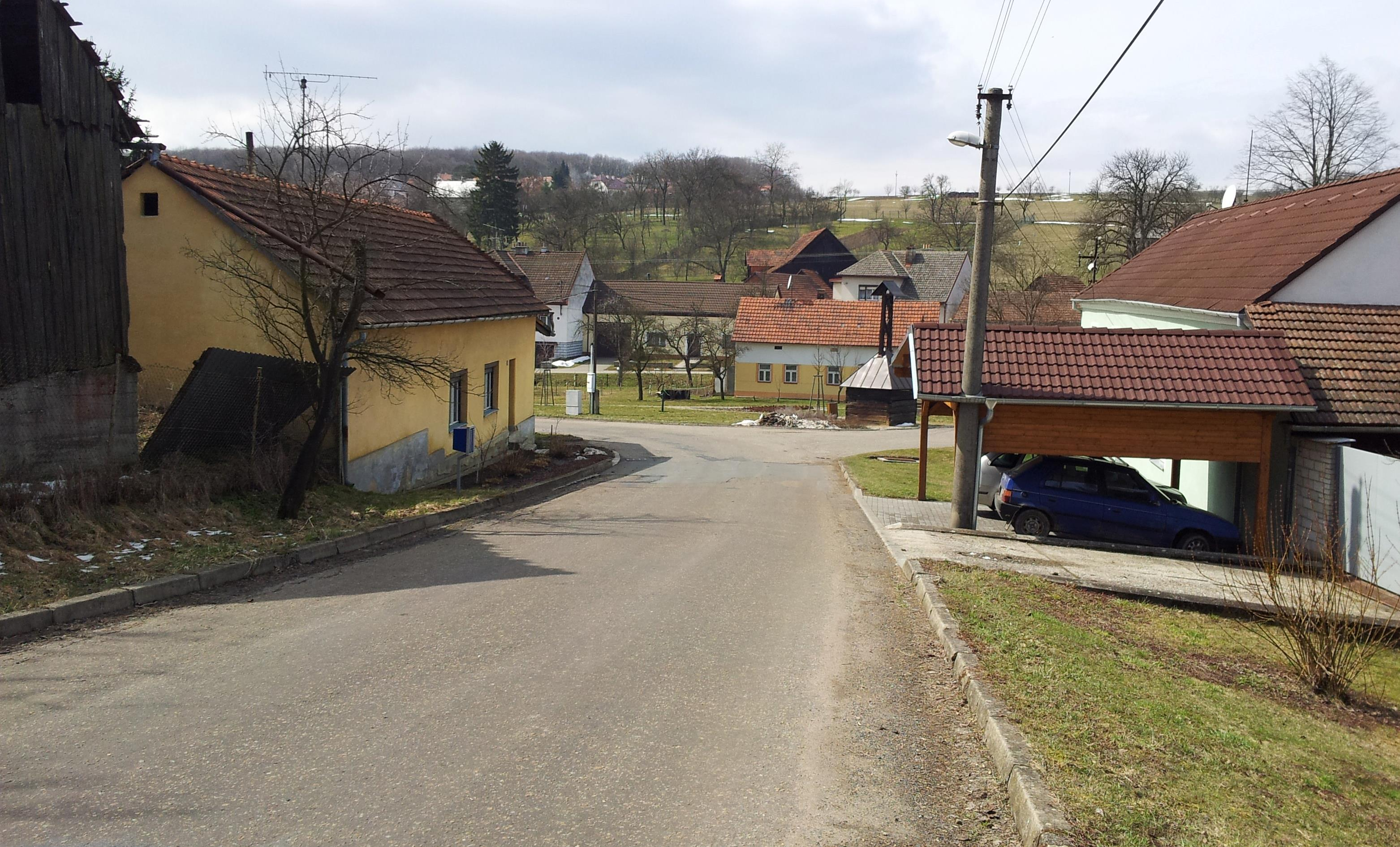
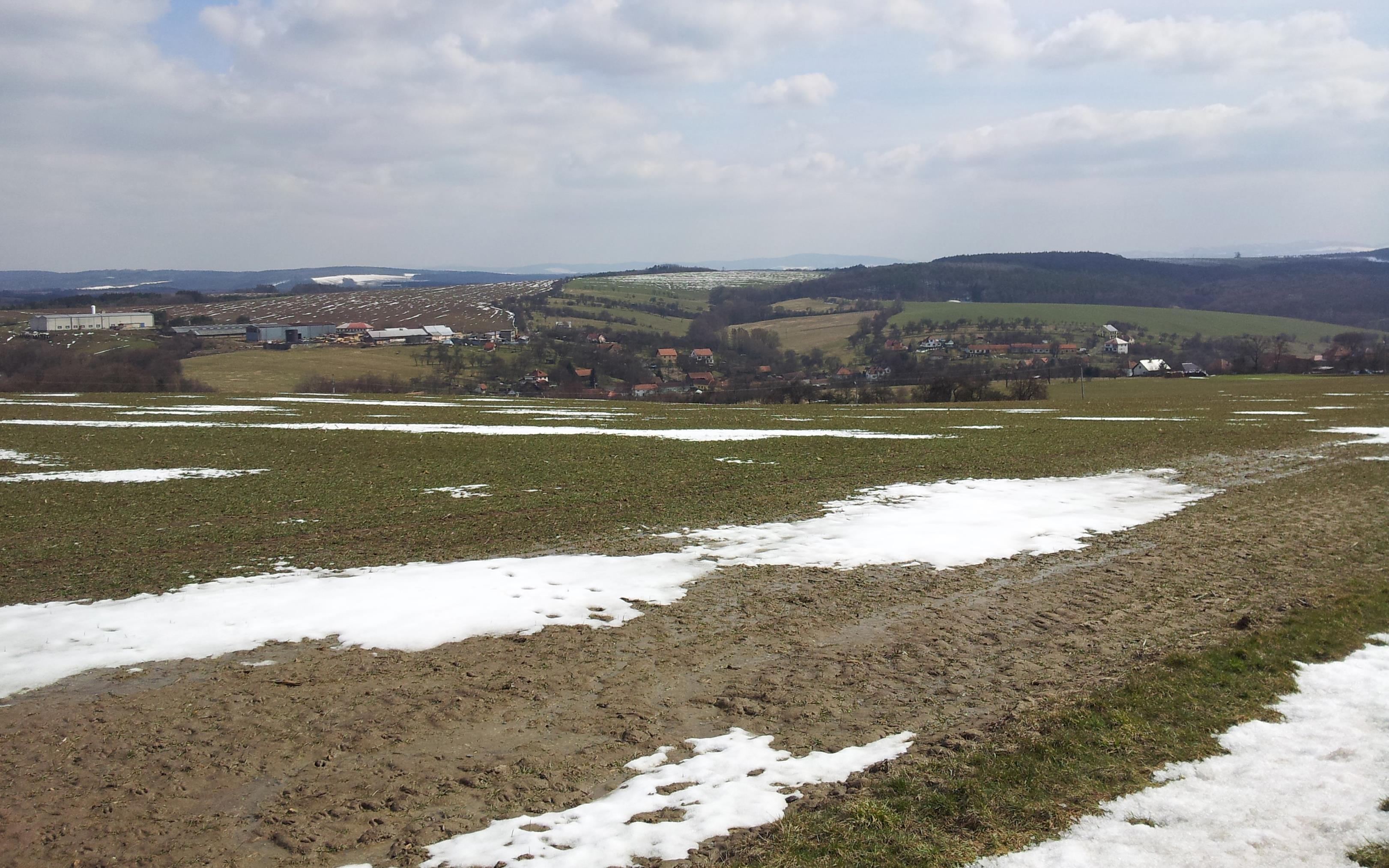
Dobrkovice ze směru od Velkého Ořechova

## Pamětihodnosti
- Socha svatého Jana Křtitele
- Kaple Panny Marie Pomocnice křesťanů
- Dřevěná zvonice pocházející z roku 1860[5]
- Socha svatého Jana Nepomuckého zhotovená v roce 1744[5]